# Lijst van Australische ministers van Landbouw
Dit artikel bevat een lijst van ministers van Landbouw van Australië.

## Ministers van Landbouw (1949–heden)
| Minister van Landbouw Minister for Agriculture | Minister van Landbouw Minister for Agriculture | Minister van Landbouw Minister for Agriculture | Ambtstermijn             | Ambtstermijn      | Partij(en)      | Premier(s)                    | Kabinet(en)              | Overige functie(s) |
| ---------------------------------------------- | ---------------------------------------------- | ---------------------------------------------- | ------------------------ | ----------------- | --------------- | ----------------------------- | ------------------------ | ------------------ |
|                                                | John McEwen                                    | John McEwen (1900–1980)                        | 19 december 1949         | 12 januari 1956   | ACP             | Robert Menzies (1949–1966)    | Menzies IV               |                    |
| Menzies V                                      | John McEwen                                    | John McEwen (1900–1980)                        | 19 december 1949         | 12 januari 1956   | ACP             | Robert Menzies (1949–1966)    |                          |                    |
| Menzies VI                                     | John McEwen                                    | John McEwen (1900–1980)                        | 19 december 1949         | 12 januari 1956   | ACP             | Robert Menzies (1949–1966)    |                          |                    |
|                                                | William McMahon                                | William McMahon (1908–1988)                    | 12 januari 1956          | 10 december 1958  | LP              | Robert Menzies (1949–1966)    | Menzies VII              |                    |
|                                                | Charles Adermann                               | Charles Adermann (1896–1979)                   | 10 december 1958         | 17 oktober 1967   | ACP             | Robert Menzies (1949–1966)    | Menzies VIII             |                    |
| Menzies IX                                     | Charles Adermann                               | Charles Adermann (1896–1979)                   | 10 december 1958         | 17 oktober 1967   | ACP             | Robert Menzies (1949–1966)    |                          |                    |
| Menzies X                                      | Charles Adermann                               | Charles Adermann (1896–1979)                   | 10 december 1958         | 17 oktober 1967   | ACP             | Robert Menzies (1949–1966)    |                          |                    |
| Harold Holt (1908–1967)                        | Charles Adermann                               | Charles Adermann (1896–1979)                   | 10 december 1958         | 17 oktober 1967   | ACP             | Holt I                        |                          |                    |
| Harold Holt (1908–1967)                        | Charles Adermann                               | Charles Adermann (1896–1979)                   | 10 december 1958         | 17 oktober 1967   | ACP             | Holt II                       |                          |                    |
| Harold Holt (1908–1967)                        |                                                | Doug Anthony                                   | Doug Anthony (1929–2020) | 17 oktober 1967   | 5 februari 1971 | ACP                           | .                        |                    |
| John McEwen (1900–1980)                        | McEwen                                         | Doug Anthony                                   | Doug Anthony (1929–2020) | 17 oktober 1967   | 5 februari 1971 | ACP                           |                          |                    |
| John Gorton (1911–2002)                        | Gorton I                                       | Doug Anthony                                   | Doug Anthony (1929–2020) | 17 oktober 1967   | 5 februari 1971 | ACP                           |                          |                    |
| John Gorton (1911–2002)                        | Gorton II                                      | Doug Anthony                                   | Doug Anthony (1929–2020) | 17 oktober 1967   | 5 februari 1971 | ACP                           |                          |                    |
| John Gorton (1911–2002)                        |                                                | Ian Sinclair                                   | Ian Sinclair (1929)      | 5 februari 1971   | 5 december 1972 | ACP                           |                          |                    |
| William McMahon (1908–1988)                    | McMahon                                        | Ian Sinclair                                   | Ian Sinclair (1929)      | 5 februari 1971   | 5 december 1972 | ACP                           |                          |                    |
|                                                | Lance Barnard                                  | Lance Barnard (1919–1997)                      | 5 december 1972          | 18 december 1972  | ALP             | Gough Whitlam (1972–1975)     | Whitlam I                | [ 3 ]              |
|                                                | Ken Wriedt                                     | Ken Wriedt (1927–2010)                         | 18 december 1972         | 20 oktober 1975   | ALP             | Gough Whitlam (1972–1975)     | Whitlam II               |                    |
| Whitlam III                                    | Ken Wriedt                                     | Ken Wriedt (1927–2010)                         | 18 december 1972         | 20 oktober 1975   | ALP             | Gough Whitlam (1972–1975)     |                          |                    |
|                                                | Rex Patterson                                  | Rex Patterson (1927–2016)                      | 20 oktober 1975          | 11 november 1975  | ALP             | Gough Whitlam (1972–1975)     |                          |                    |
|                                                | Ian Sinclair                                   | Ian Sinclair (1929)                            | 11 november 1975         | 27 september 1979 | NCP             | Malcolm Fraser (1975–1983)    | Fraser I                 |                    |
| Fraser II                                      | Ian Sinclair                                   | Ian Sinclair (1929)                            | 11 november 1975         | 27 september 1979 | NCP             | Malcolm Fraser (1975–1983)    |                          |                    |
| Fraser III                                     | Ian Sinclair                                   | Ian Sinclair (1929)                            | 11 november 1975         | 27 september 1979 | NCP             | Malcolm Fraser (1975–1983)    |                          |                    |
|                                                | Peter Nixon                                    | Peter Nixon (1929)                             | 27 september 1979        | 11 maart 1983     | NCP (1979–82)   | Malcolm Fraser (1975–1983)    | .                        |                    |
| Fraser IV                                      | Peter Nixon                                    | Peter Nixon (1929)                             | 27 september 1979        | 11 maart 1983     | NCP (1979–82)   | Malcolm Fraser (1975–1983)    |                          |                    |
| NPA (1982–83)                                  | Peter Nixon                                    | Peter Nixon (1929)                             | 27 september 1979        | 11 maart 1983     |                 | Malcolm Fraser (1975–1983)    |                          |                    |
|                                                | John Kerin                                     | John Kerin (1937)                              | 11 maart 1983            | 5 juni 1991       | ALP             | Bob Hawke (1993–1991)         | Hawke I                  |                    |
| Hawke II                                       | John Kerin                                     | John Kerin (1937)                              | 11 maart 1983            | 5 juni 1991       | ALP             | Bob Hawke (1993–1991)         |                          |                    |
| Hawke III                                      | John Kerin                                     | John Kerin (1937)                              | 11 maart 1983            | 5 juni 1991       | ALP             | Bob Hawke (1993–1991)         |                          |                    |
| Hawke IV                                       | John Kerin                                     | John Kerin (1937)                              | 11 maart 1983            | 5 juni 1991       | ALP             | Bob Hawke (1993–1991)         |                          |                    |
|                                                | Simon Crean                                    | Simon Crean (1949)                             | 5 juni 1991              | 23 december 1993  | ALP             | Bob Hawke (1993–1991)         | .                        |                    |
| Paul Keating (1991–1996)                       | Simon Crean                                    | Simon Crean (1949)                             | 5 juni 1991              | 23 december 1993  | ALP             | Keating I                     |                          |                    |
| Paul Keating (1991–1996)                       | Simon Crean                                    | Simon Crean (1949)                             | 5 juni 1991              | 23 december 1993  | ALP             | Keating II                    |                          |                    |
| Paul Keating (1991–1996)                       |                                                |                                                | Bob Collins (1946–2007)  | 23 december 1993  | 11 maart 1996   | ALP                           |                          |                    |
|                                                | John Anderson                                  | John Anderson (1956)                           | 11 maart 1996            | 22 oktober 1998   | NPA             | John Howard (1996–2007)       | Howard I                 |                    |
|                                                | Mark Vaile                                     | Mark Vaile (1956)                              | 22 oktober 1998          | 20 juli 1999      | NPA             | John Howard (1996–2007)       | Howard II                |                    |
|                                                | Warren Truss                                   | Warren Truss (1948)                            | 20 juli 1999             | 5 juli 2005       | NPA             | John Howard (1996–2007)       | Howard II                | .                  |
| Howard III                                     | Warren Truss                                   | Warren Truss (1948)                            | 20 juli 1999             | 5 juli 2005       | NPA             | John Howard (1996–2007)       |                          |                    |
|                                                |                                                | Peter McGauran (1955)                          | 5 juli 2005              | 3 december 2007   | NPA             | John Howard (1996–2007)       |                          |                    |
|                                                | Tony Burke                                     | Tony Burke (1969)                              | 3 december 2007          | 14 september 2010 | ALP             | Kevin Rudd (2007–2010)        | Rudd I                   |                    |
| Julia Gillard (2010–2013)                      | Tony Burke                                     | Tony Burke (1969)                              | 3 december 2007          | 14 september 2010 | ALP             | Gillard I                     |                          |                    |
| Julia Gillard (2010–2013)                      |                                                | Joe Ludwig                                     | Joe Ludwig (1959)        | 14 september 2010 | 27 juni 2013    | ALP                           | Gillard II               |                    |
|                                                | Joel Fitzgibbon                                | Joel Fitzgibbon (1962)                         | 27 juni 2013             | 18 september 2013 | ALP             | Kevin Rudd (2013)             | Rudd II                  |                    |
|                                                | Barnaby Joyce                                  | Barnaby Joyce (1967)                           | 18 september 2013        | 20 december 2017  | NPA             | Tony Abbott (2013–2015)       | Abbott                   |                    |
| Malcolm Turnbull (2015–2018)                   | Barnaby Joyce                                  | Barnaby Joyce (1967)                           | 18 september 2013        | 20 december 2017  | NPA             | Turnbull I                    | Vicepremier (vanaf 2016) |                    |
| Malcolm Turnbull (2015–2018)                   | Barnaby Joyce                                  | Barnaby Joyce (1967)                           | 18 september 2013        | 20 december 2017  | NPA             | Turnbull II                   | Vicepremier (vanaf 2016) |                    |
| Malcolm Turnbull (2015–2018)                   |                                                | David Littleproud                              | David Littleproud (1976) | 20 december 2017  | 30 mei 2019     | NPA                           | .                        |                    |
| Scott Morrison (2018–2022)                     | Morrison I                                     | David Littleproud                              | David Littleproud (1976) | 20 december 2017  | 30 mei 2019     | NPA                           |                          |                    |
| Scott Morrison (2018–2022)                     |                                                | Bridget McKenzie                               | Bridget McKenzie (1969)  | 30 mei 2019       | 1 februari 2020 | NPA                           | Morrison II              |                    |
| Scott Morrison (2018–2022)                     |                                                | David Littleproud                              | David Littleproud (1976) | 1 februari 2020   | 23 mei 2022     | NPA                           | Morrison II              |                    |
|                                                | Murray Watt                                    | Murray Watt (1973)                             | 1 juni 2022              | heden             | ALP             | Anthony Albanese (2022–heden) | Albanese                 |                    |